# Agoraphobic Nosebleed
Agoraphobic Nosebleed (lượt danh là ANb) là một ban nhạc grindcore thành lập năm 1994 tại Springfield, Massachusetts, Hoa Kỳ. Nhân sự ban nhạc thay đổi nhiều lần qua thời gian, với Scott Hull (guitar/trống máy) là thành viên cốt lõi. Đội hình tại gồm các vocalist Jay Randall, Katherine Katz (của Salome) và Richard Johnson (Enemy Soil và Drugs of Faith), cùng với tay bass John Jarvis (của Pig Destroyer và Fulgora). Agoraphobic Nosebleed là một trong những nhóm "cybergrind" nổi tiếng nhất, và đã ảnh hưởng lên nhiều nhóm grindcore khác.

## Thành viên

### Hiện tại
- Scott Hull (Pig Destroyer, Anal Cunt, Japanese Torture Comedy Hour) – guitar, trống máy
- Jay Randall (Isis, Japanese Torture Comedy Hour, Seal Team 666) – giọng, electronic
- Richard Johnson (Enemy Soil, Drugs of Faith, Jesus of Nazareth) – giọng, guitar bass (trước đây)
- Katherine Katz (Salome) – giọng
- John Jarvis (Pig Destroyer, Fulgora) – guitar bass

### Trước đây
- Carl Schultz – giọng
- J. R. Hayes – giọng

## Đĩa nhạc

### Album phòng thu
- Honky Reduction (1998)
- Frozen Corpse Stuffed with Dope (2002)
- Altered States of America (2003)
- Agorapocalypse (2009)